# Frederick Holman
Frederick "Fred" Holman (født 9. februar 1883, død 23. januar 1913) var en britisk svømmer, som deltog i OL 1908 i London.
Holman var allerede som stor dreng et stort talent, og han vandt i alle aldersgrupper fra 11 år og frem. Som senior vandt han en række mesterskaber på regionalt plan, men aldrig noget britisk mesterskab.
Han blev udtaget til OL 1908 i London, hvor han stillede op i 200 m 
brystsvømning. Han stillede op i første heat, som han vandt sikkert i tiden 3.10,6 minutter, hvilket han i semifinalen forbedrede til 3.10,0 (begge gange satte han olympisk rekord). I finalen 
var svenske Pontus Hanson bedst i begyndelsen, men blev indhentet af briten William Robinson, men ved sidste vending skød Holman frem og vandt guld i verdensrekordtiden 3.09,2 minutter, mens Robinson blev nummer to, mere end tre sekunder efter, og Hanson nummer tre, yderligere næsten to sekunder efter.
Holman var kok af profession og arbejdede i lokale restauranter i Devon. Han havde ambitioner om at få sin egen restaurant, men blev syg og døde af komplikationer af tyfus og lungebetændelse.
I 1988 blev han optaget i International Swimming Hall of Fame.